# Rodrigo Gil de Hontañón

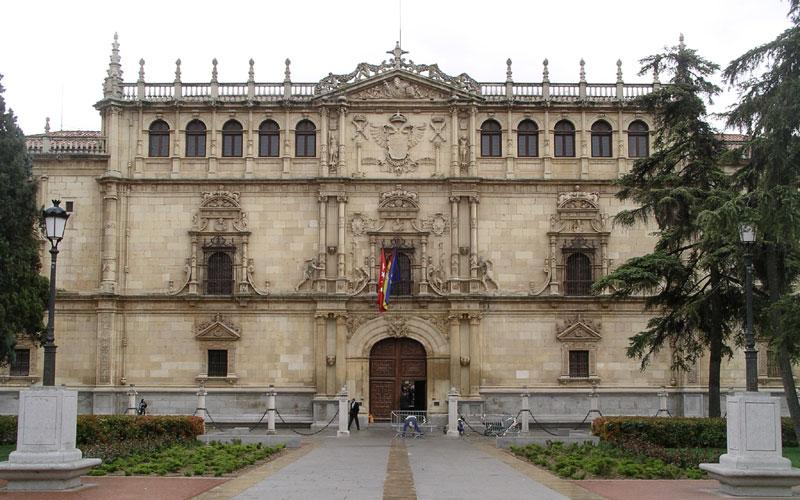
Uniwersytet.
Alcalá de Henares

Rodrigo Gil de Hontañón (ur. 23 lutego 1500 roku w Rascafría, zm. 31 maja 1577 roku w Segowia) – hiszpański architekt renesansowy, syn architekta Juana Gila de Hontañón.

## Główne dzieła
- katedra w Segowii. Rozpoczęta w 1525 przez Juana Gila de Hontañón.
- nowa katedra w Salamanka. Architekt katedry od 1538.
- pałac Monterrey w Salamanca (1539).
- uniwersytet w Alcalá de Henares. Fasada (1543-1583)
- pałac Guzmanes w León (1559-1566)